# Liste der christlichen Häresien
Die untenstehende Liste erfasst historische christliche Gruppen, die aus Sicht einer der christlichen Kirchen als häretisch betrachtet wurden.
Nicht erfasst werden:
- heute noch bestehende christliche Gemeinschaften,
- christliche Kirchen,
- häretische Gruppen in anderen Religionen,
- sonstige weltanschauliche Gruppen und Organisationen wie z. B. die Freimaurer.

In der rechten Spalte (Zeit) wird angegeben, wann die betreffende Lehre als häretisch verurteilt wurde.
| Häresie                                  | Anführer             | Beschreibung | Zeit                    |
| ---------------------------------------- | -------------------- | --- | ----------------------- |
| Adamiten                                 |                      | Als Adamiten werden Sekten bezeichnet, deren Ziel die Wiederherstellung der Unschuld vor dem Sündenfall ist oder die behaupten, dieses Ziel erreicht zu haben. Dementsprechend haben die (einer Zeit nach dem Sündenfall entstammenden) Noachidische Gebote, die Zehn Gebote und Gesetze überhaupt für die Anhänger dieser Sekten keine Gültigkeit. Insbesondere sagte man ihnen nach, rituellen Nudismus zu pflegen. Frühchristliche Adamiten werden u. a. von Augustinus erwähnt. In späterer Zeit galten die Brüder und Schwestern des freien Geistes und Gruppen der Taboriten als adamitisch. |                         |
| Adelphianer                              |                      | Adelphianer oder Adelphier ist eine andere Bezeichnung für Messalianer nach deren erstem Führer Adelphius. |                         |
| Adoptianismus                            | Elipandus von Toledo | Lehrten, dass Christus nur ein Mensch gewesen sei, der bei der Taufe im Jordan von Gott gleichsam „adoptiert“ wurde. Siehe auch dynamischer Monarchianismus. | ab um 800               |
| Agonistiker                              |                      | Lateinisch agonistici „Kämpfer“ (von griechisch ἀγῶν agon „Kampf“) oder auch „Soldaten Christi“ war eine Bezeichnung für eine Untergruppe der Donatisten. |                         |
| Albigenser                               |                      | Abgeleitet von gens Albi (Volk von Albi) nach der südfranzösischen Stadt Albi. Andere Bezeichnung für Katharer. |                         |
| Amalrikaner                              | Amalrich von Bena    | Pantheistisch-mystische Glaubensgruppe (omnia unum, quia quidquid est, est Deus „alle Dinge sind eins, denn was immer ist, ist Gott“) in Frankreich. 1210 wurden Anhänger der Lehre angeklagt und hingerichtet, die Lehre wurde 1215 vom 4. Laterankonzil verurteilt. | zwischen 1275 und 1325  |
| Antinomianismus                          |                      | Als anti-nomianistisch (griechisch: ἀντί anti „gegen“ und νόμος nomos „Gesetz“) wird ein Standpunkt bezeichnet, der Verstöße gegen ein religiöses Gesetz als erlaubt oder sogar für die Heilserfüllung notwendig betrachtet. Antinomianismus wurde selten offen vertreten, meist wurde er dem jeweiligen Gegner unterstellt. |                         |
| Apotaktiker                              |                      | Andere Bezeichnung für Apostelbrüder |                         |
| Brüder und Schwestern des freien Geistes |                      | Pantheistisch-mystische Glaubensgruppe des 13. Jahrhunderts, die auch adamitische Positionen vertrat. Sie stand den Amalrikanern nahe und wurde von Papst Clemens V. auf dem Konzil von Vienne im Jahre 1311 als häretisch verdammt. | 13. Jahrhundert         |
| Circumcellionen                          |                      | Von Augustinus geprägte abwertende (qui circum cellas vagantur „Herumtreiber“) Bezeichnung für Agonistiker. |                         |
| Doketismus                               |                      | Eine von verschiedenen frühchristlichen, insbesondere gnostischen Gruppen vertretene Lehre, nach der Christus keinen physischen Leib, sondern nur einen Scheinleib besessen habe, demnach auch nur scheinbar (griech. δοκεῖν dokein „scheinen“) gekreuzigt wurde. |                         |
| Donatisten                               | Donatus von Karthago | Die Donatisten lehnten die Wiederaufnahme der während der Christenverfolgungen vom Glauben Abgefallenen (Lapsi) in die Kirche ab. Auseinandersetzungen um diese Frage führten zu den Donatistenkriegen in Nordafrika im 5. Jahrhundert, die mit der Unterdrückung und Verfolgung des Donatismus endete. | 4. und 5. Jahrhundert   |
| Duophysitismus                           |                      | Bezeichnung der angeblich von Nestorius vertretenen christologischen Position. Siehe Nestorianismus. |                         |
| Euchiten                                 |                      | Von griechisch εὔχομαι euchomai („beten“). Andere Bezeichnung für Messalianer. |                         |
| Enthusiasten                             |                      | Andere Bezeichnung für Messalianer, abgeleitet von griechisch ἐνθουσιασμός (enthousiasmós „Besessenheit durch Gott“, siehe auch Enthusiasmus), da diese durch ausdauerndes Beten und mystische Tänze Visionen von Gott bzw. des Heiligen Geistes zu erlangen behaupteten. |                         |
| Gerardisten                              | Gerardo di Monforte  | Eine der ersten organisierten Häresiebewegungen des Hochmittelalters. Die Gerardisten lehnten Kirche und Priestertum, Sexualität und die klassische Trinitätslehre ab. Der Heilige Geist war für sie die sich offenbarende göttliche Wahrheit. | 1020er-Jahre            |
| Giovannali                               | Giovanni Martini     | Eine mitunter den Katharern zugeordnete franziskanische Sekte auf Korsika, nach ca. 50-jährigem Bestehen gewaltsam zerschlagen. | 14. Jahrhundert         |
| Hussiten                                 | Jan Hus              | Als Hussiten werden verschiedene reformatorische beziehungsweise revolutionäre Bewegungen im Böhmen des 15. Jahrhunderts bezeichnet. Hauptforderungen waren Laienpredigt und Laienkelch und Freiheit von ungerechter weltlicher Herrschaft und Kirchenherrschaft. | 15. Jahrhundert         |
| Jansenismus                              | Cornelius Jansen     | Der Jansenismus war eine besonders in Frankreich verbreitete Bewegung in der katholischen Kirche des 17. und 18. Jahrhunderts, die sich auf die Gnadenlehre des Augustinus berief und durch mehrere päpstliche Bullen als häretisch verurteilt. Als politische Bewegung war der Jansenismus vor allem eine Opposition zum französischen Absolutismus und durch diesen brutalen Verfolgungen ausgesetzt. | 17. und 18. Jahrhundert |
| Joachimiten                              | Joachim von Fiore    | Chiliastische Bewegung, die im 13. Jahrhundert im Umfeld der Franziskaner und sonstigen Bettelorden entstand und sich auf die Lehren des Joachim von Fiore berief. |                         |
| Kalixtiner                               | Jan Rokycana         | Partei der Hussiten. Eine ihrer Forderungen war der Laienkelch (lateinisch: calix). |                         |
| Katharer                                 |                      | Bezeichnung abgeleitet aus griechisch καθαρός (katharós „rein“). Die Katharer waren eine sehr vielgestaltige Laienbewegung, daher kann von einer einheitlichen Lehre nicht gesprochen werden. Ein Grundelement ist die dualistische Weltsicht: die materielle Welt wird als böse betrachtet, dieser steht das in Gott verkörperte Gute gegenüber. Sie stimmen darin mit den Bogumilen und den Gnostikern überein, weshalb man beide Bewegungen als geistesgeschichtliche Wurzeln der Katharerbewegung betrachtet hat.                                                                              | ab um 1140              |
| Markionismus                             | Marcion              | Marcion vertrat die Ansicht, der Gott der jüdischen Überlieferung sei ein böser Gott (Demiurg) und nicht der Vater von Jesus Christus. Dementsprechend lehnte er die Schriften des Tanach ab. Als zum Bibelkanon gehörig erkannte er nur das Lukasevangelium und die Paulusbriefe an, die er aber auch von „jüdischen Entstellungen“ reinigen zu müssen glaubte. | 2. Jahrhundert          |
| Messalianer                              | Adelphius            | Der Name der aus dem kleinasiatisch-mesopotamischen Raum stammenden Sekte meint im Syrischen „Beter“. Sie vertraten die Ansicht, Befreiung von der Sünde sei nur durch beständiges Gebet zu erlangen. Wer dadurch zur Anschauung von Gottes Wesen (Ousia) gelangt war, war fortan von Sünde gefeit und kirchlicher Disziplin nicht mehr unterworfen. Die Lehre der Messalianer wurde 431 vom Konzil von Ephesos verdammt. |                         |
| Monarchianismus                          |                      | Ein von Tertullian geprägter Oberbegriff (aus griechisch μόνος monos: einzig; allein und ἄρχειν) für antitrinitarische Häresien. Es wird zwischen dynamischem und modalistischem Monarchianismus unterschieden, wobei die dynamischen Monarchianisten Christus als einen von Gott adoptierten Menschen betrachten und die modalistischen Monarchianisten Gott Vater, Sohn und den Heiligen Geist als Erscheinungsformen (Modalitäten) einer einheitlichen Person betrachten. |                         |
| Monophysitismus                          |                      | Monophysitismus (griechisch μόνο mono „eins“ und φύσις physis „Natur“) ist eine christologische Position, der zufolge Christus nur eine Natur, nämlich die göttliche besaß, im Gegensatz zu der seit dem Konzil von Chalcedon von den christlichen Kirchen (mit Ausnahme der altorientalischen) vertretenen „Zwei-Naturen-Lehre“. | ab 451                  |
| Naassener                                |                      | Andere Bezeichnung für Ophiten. Abgeleitet vom hebräischen Wort für Schlange (naas). | 2. Jahrhundert          |
| Nestorianismus                           | Nestorius            | Nestorianismus bezeichnet eine dem Nestorius zugerechnete Christologie, nach der in Christus eine göttliche und eine menschliche Natur koexistierten (Duophysitismus). Diese Lehre wurde auf dem Konzil von Ephesos 431 verdammt. Dass Nestorius oder seine Anhänger eine solche Position tatsächlich vertreten haben, ist nicht belegt. Wesentlich für das Anathema gegen Nestorius war wohl eher, dass er den Gebrauch der Bezeichnung von Maria als Theotokos (Gottesgebärerin) als ein Attribut paganer Göttinnen abgelehnt hat.                                                               | ab 431                  |
| Nikolaiten                               |                      | Als Nikolaiten wurde eine frühchristliche, den Gnostikern zugerechnete Sekte bezeichnet. Man unterstellte ihnen sexuelle Freizügigkeiten und Teilnahme am heidnischen Opferkult. Zweimal wird eine Sekte dieses Namens in der Offenbarung erwähnt. Der Name leitet sich nach einer Meinung von dem frühkirchlichen Diakon Nikolaus her. Im Mittelalter war Nikolait ein Kampfbegriff für verheiratete Kleriker. Im 15. Jahrhundert wurde eine Gruppe der Taboriten nach deren Gründer Nilas auch als Nikolaiten bezeichnet.                                                                        |                         |
| Novatianer                               | Novatian             | Als Novatianer bezeichnet man die Anhänger des Gegenpapstes Novatian, dessen Opponent Cornelius 251 zum Bischof von Rom gewählt wurde. Ähnlich wie im Fall der Donatisten im Nordafrika des 4. Jahrhunderts wurde der Streit über die Behandlung der unter den Verfolgungen des Kaisers Decius vom Glauben abgefallenen (Lapsi) zu einem Aufhänger für einen innerkirchlichen Machtkampf. Wie Donatus vertrat auch Novatian in diesem Streit die rigorose Position. Novatian und seine Anhänger wurde 251 exkommuniziert. Gemeinschaften seiner Anhänger bestanden bis ins 5. Jahrhundert.         | 3. bis 5. Jahrhundert   |
| Ophiten                                  |                      | Gnostische Richtung, die in Ägypten und Syrien verbreitet war. Für die Ophiten war die Schlange des Paradieses göttlicher Natur. Der Name bezieht sich auf das griechische Wort für Schlange (ὄφις ophis). | 2. Jahrhundert          |
| Orebiten                                 | Ambrož Hradecký      | Partei ostböhmischer Hussiten, benannt nach dem Berg Oreb bei Třebechovice pod Orebem in Tschechien. | ab 1419                 |
| Orphaniten                               |                      | Partei der Hussiten. Der Name bezieht sich nach dem Tod des Jan Žižka auf das (lateinisch orphanitas) „Verwaistsein“ seiner Anhänger. |                         |
| Patarener                                |                      | Patarener oder Pateriner, benannt nach Pataria, einem Stadtviertel im mittelalterlichen Mailand, einem Zentrum der Armutsbewegung (Humiliaten und Pauperes Christi), in dem es mehrfach zu blutigen Aufständen gegen Obrigkeit und Kirche kam. | 11. und 12. Jahrhundert |
| Patripassianisten                        |                      | Siehe modalistischer Monarchianismus. |                         |
| Pelagianismus                            | Pelagius             | Pelagius lehnte die (u. a. von Augustinus vertretene) Lehre von der Erbsünde ab und vertrat die Ansicht, dass es für den Menschen aus eigenem Willen und ohne die Beihilfe göttlicher Gnade ohne Sünde zu leben möglich sei (posse sine peccato esse). Diese Lehre wurde von Augustinus bekämpft und 431 auf dem Konzil von Ephesos als häretisch verurteilt. | ab 431                  |
| Peraten                                  |                      | Gnostische Richtung, die den Ophiten zugerechnet wird. Der Name leitet sich von Perat, dem semitischen Namen des Flusses Euphrat, ab |                         |
| Sabellianismus                           | Sabellius            | Siehe modalistischer Monarchianismus. | 3. Jahrhundert          |
| Semipelagianismus                        | Johannes Cassianus   | Als Semipeligianismus bezeichnet man eine 5. und 6. Jahrhundert vor allem in Südgallien verbreitete Lehrmeinung, welche die bereits auf dem Konzil von Ephesos verurteilten pelagiastischen Positionen zwar aufgab, aber darauf beharrte, dass der Mensch aus sich heraus sich Gott zuwenden kann, das Leben ohne Sünde und Beharren im Glauben bedarf dann der Gnade Gottes. Der Semipeligianismus wurde 529 auf der Synode von Orange als häretisch verurteilt. Der Begriff Semipeligianismus („halber Peligianismus“) wurde erst Ende des 17. Jahrhunderts von Luis de Molina geprägt.          | 5. und 6. Jahrhundert   |
| Speronisten                              | Ugo Speroni          | Antiklerikale Häresie in Norditalien, vor allem in Speronis Heimatstadt Piacenza wirksam. Die Anhänger vertraten eine vergeistigte Religionsauffassung und eine Prädestinationslehre ohne Anspruch auf Sittlichkeit. | 1177 bis ca. 1235       |
| Subordinatianismus                       | Origenes             | Christologische Lehre, nach der Christus und Gott Vater nicht wesensgleich, sondern Christus Gott Vater untergeordnet ist. Diese (u. a. von Arius vertretene) Lehre wurde auf dem Konzil von Nicäa verworfen. | ab 325                  |
| Taboriten                                |                      | Partei der Hussiten. Benannt nach der von ihnen gegründeten Stadt Tábor, die wiederum nach dem im NT als Ort der Verklärung des Herrn genannten Berg Tabor benannt wurde. |                         |
| Utraquisten                              |                      | Andere Bezeichnung für Kalixtiner. Eine ihrer Forderungen war der Laienkelch, also die Darreichung des Abendmahls in beiderlei (sub utraque) Form. |                         |
| Valentinianer                            | Valentinus           | Der Valentinianismus ist eine Richtung der Gnosis, die ab dem 2. Jahrhundert in weiten Teilen des Römischen Imperiums Verbreitung fand. Die Lehre Valentinians besagt u. a., dass nicht Gott der Schöpfer der Welt ist, sondern die Entstehung der materiellen Welt das (unvollkommene) Werk der Sophia, eines weiblich gedachten Demiurgen ist. Ziel der menschlichen Seele sei die Befreiung aus der Welt der Materie, wozu in erster Linie nicht Glauben, sondern Wissen (Gnosis) vonnöten sei.                                                                                                 |                         |